# Antiespasmòdic

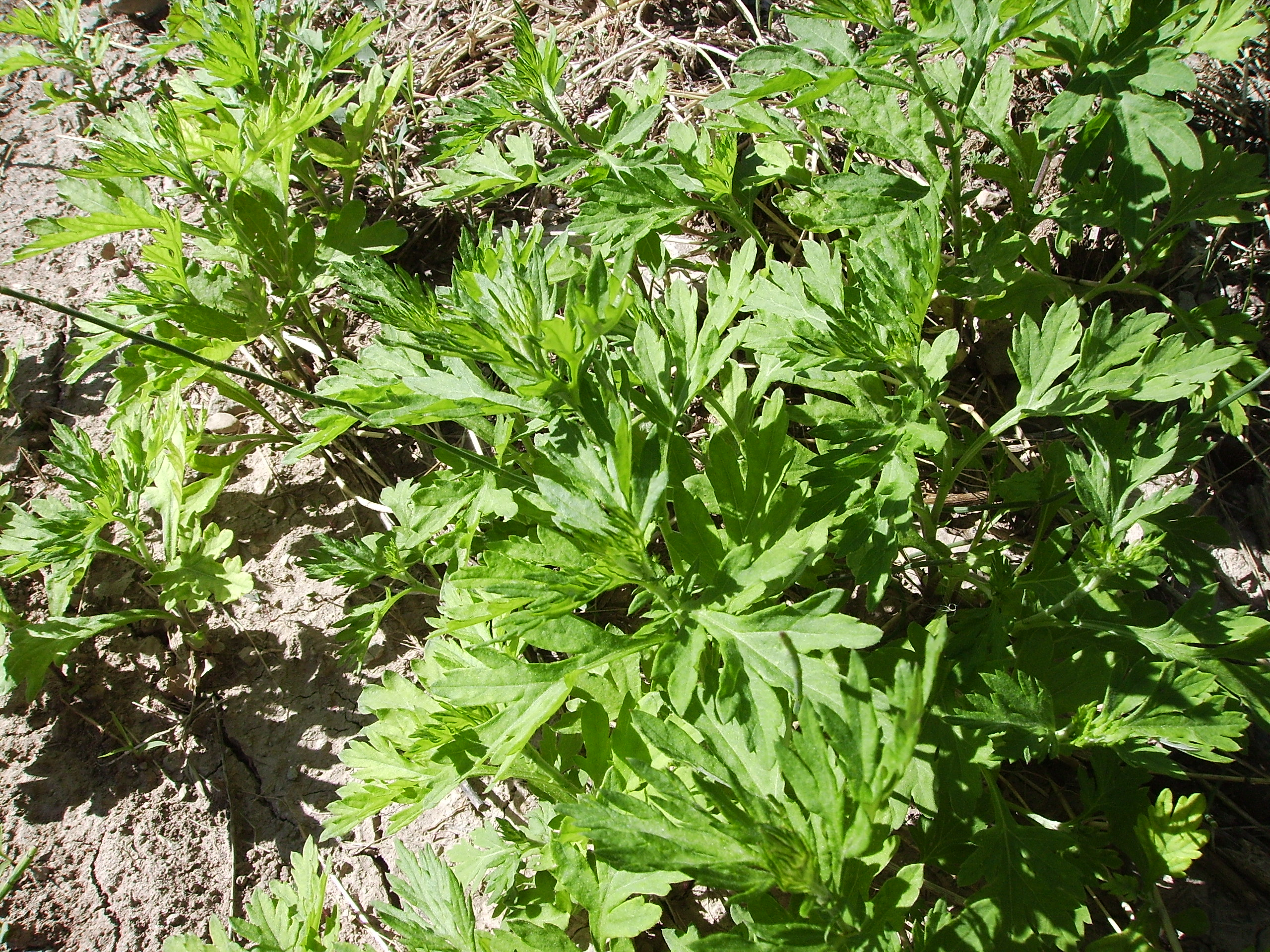
Les plantes del gènere Artemisia tenen propietats espasmolítiques

Un espasmolític o antiespasmòdic és aquell fàrmac o les plantes que aboleixen l'espasme, sobretot el del múscul llis involuntàri. Són agents que actuen sobre el sistema nerviós que a més de guarir els espasmes relaxen la musculatura de les vísceres. Entre altres s'apliquen en el tractament de la síndrome del colon irritable. També s'usen en veterinària
Com a antiespasmòdics naturals cal destacar la papaverina, l'atropina, la hiosciamina i els seus derivats.
Entre les moltes plantes amb aquesta propietat es troben les del gènere Artemisia, el romaní i la belladona.

## Alguns fàrmacs antiespasmòdics
- L'oli essencial de menta (Mentol) s'ha usat tradicionalment com antiespasmòdic i encara es fa servir.[4]
- Espasmolítics anticolinèrgics: butilbromur de hioscina, bromur d'otiloni, bromur de pimaveri.
- Espasmolítics no anticolinèrgics: papaverina, mebeverina, pramiverina, trimebutina.

## Algunes plantes amb efecte antiespasmòdic
Hi ha força varietat de plantes amb aquest efecte:
- El barballó
- La farigola
- el gelsemi
- el ginkgo
- el llorer
- la marialluïsa
- la passionera
- la regalèssia
- el salze blanc
- Tillandsia aeranthos